# 中国人民解放军空军军医大学口腔医学院
中国人民解放军空军军医大学口腔医学院，中国人民解放军空军军医大学第三附属医院（口腔医院），中国人民解放军口腔医学研究所，位于陕西省西安市长乐西路145号，隶属中国人民解放军空军军医大学。

## 简介
前身是1935年7月在南京成立的国立中央大学附属国立牙医专科学校，是由中国人自行创办的第一所口腔专科学校。1937年8月迁到四川成都。1945年8月迁回南京，成为国立中央大学医学院牙专科、牙本科、牙症医院。1949年5月，改为国立南京大学医学院牙本科、牙症医院。1951年10月，在南京改为中国人民解放军第二军医学院牙科、牙症医院。1952年10月，改为中国人民解放军第五军医大学牙科、牙症医院。1954年4月，改为中国人民解放军第四军医大学口腔学系、口腔医院。1957年1月迁到西安。1969年10月迁到重庆。1969年12月，与原中国人民解放军第七军医大学第三附属医院合并为中国人民解放军第四军医大学第三附属医院。1973年1月，改为中国人民解放军第四军医大学口腔学系、口腔医院。1975年8月从重庆迁到西安。1987年5月，改为中国人民解放军第四军医大学口腔医学系、口腔医院，中国人民解放军口腔医学研究所。1989年2月，中国人民解放军第四军医大学口腔医学系升格为中国人民解放军第四军医大学口腔医学院。2004年11月，改为中国人民解放军第四军医大学第三附属医院（口腔医院）、口腔医学院，中国人民解放军口腔医学研究所。2017年，在深化国防和军队改革中，改称中国人民解放军空军军医大学第三附属医院（口腔医院）、口腔医学院。
是中国人民解放军唯一集口腔医学教育、医疗、科研为一体的高等院校及中国口腔医学重要基地。1995年，被评为三级甲等医院。1998年成为中华人民共和国卫生部临床药理基地。

## 历任领导
| 院长 1. 罗家伦（1935年7月—1941年8月，兼任） 2. 黄子濂（1935年7月—1938年） 3. 戚寿南（1938年—1945年，兼任） 4. 顾孟馀（1941年秋—1943年春，兼任） 5. 蒋中正（1943年春—1944年秋，兼任） 6. 顾毓琇（1944年秋—1945年6月，兼任） 7. 欧阳官（1945年—1947年，代理） 8. 陈华（1947年—1969年11月；1973年—1983年2月） 9. 俞昶（1977年4月—1983年6月） 10. 陈青（1983年6月—1990年12月） 11. 刘志斌（1990年12月—1993年4月） 12. 袁井圻（1993年4月—1996年1月） 13. 吕春堂（1996年1月—1998年5月） 14. 马轩祥（1998年5月—2000年12月） 15. 余绍明（2000年12月—2004年11月） 16. 赵铱民（2004年11月—2013年） 17. 陈吉华（2013年—2017年9月） 18. 邓中荣（2017年10月—） | 政治委员 1. 张佐毅（1954年7月—1956年7月） 2. 潘念慈（1956年7月—1962年7月） 3. 李铁明（1962年7月—1969年11月） 4. 江波（1979年9月—1981年1月） 5. 李志（1981年1月—1983年6月） 6. 李章汉（1983年6月—1987年10月） 7. 王振奇（1987年10月—1992年8月） 8. 郭照江（1992年8月—1994年5月） 9. 施启安（1994年5月—1996年4月） 10. 胡先林（1996年4月—2004年11月） 11. 陈守政（2004年11月—2005年12月） 12. 张洪矛（2005年12月—2007年9月） 13. 王利民（2007年9月—2017年9月） 14. 汪亮（2017年10月—） |